# Црвена башта
„Црвена башта” је југословенски ТВ филм из 1973. године који је режирала Вера Белогрлић. 

## Улоге
| Глумац                     | Улога |
| -------------------------- | ----- |
| Мира Бањац                 |       |
| Душан Јакшић               |       |
| Властимир Ђуза Стојиљковић |       |
| Оливер Томић               |       |